# Markus Grübel

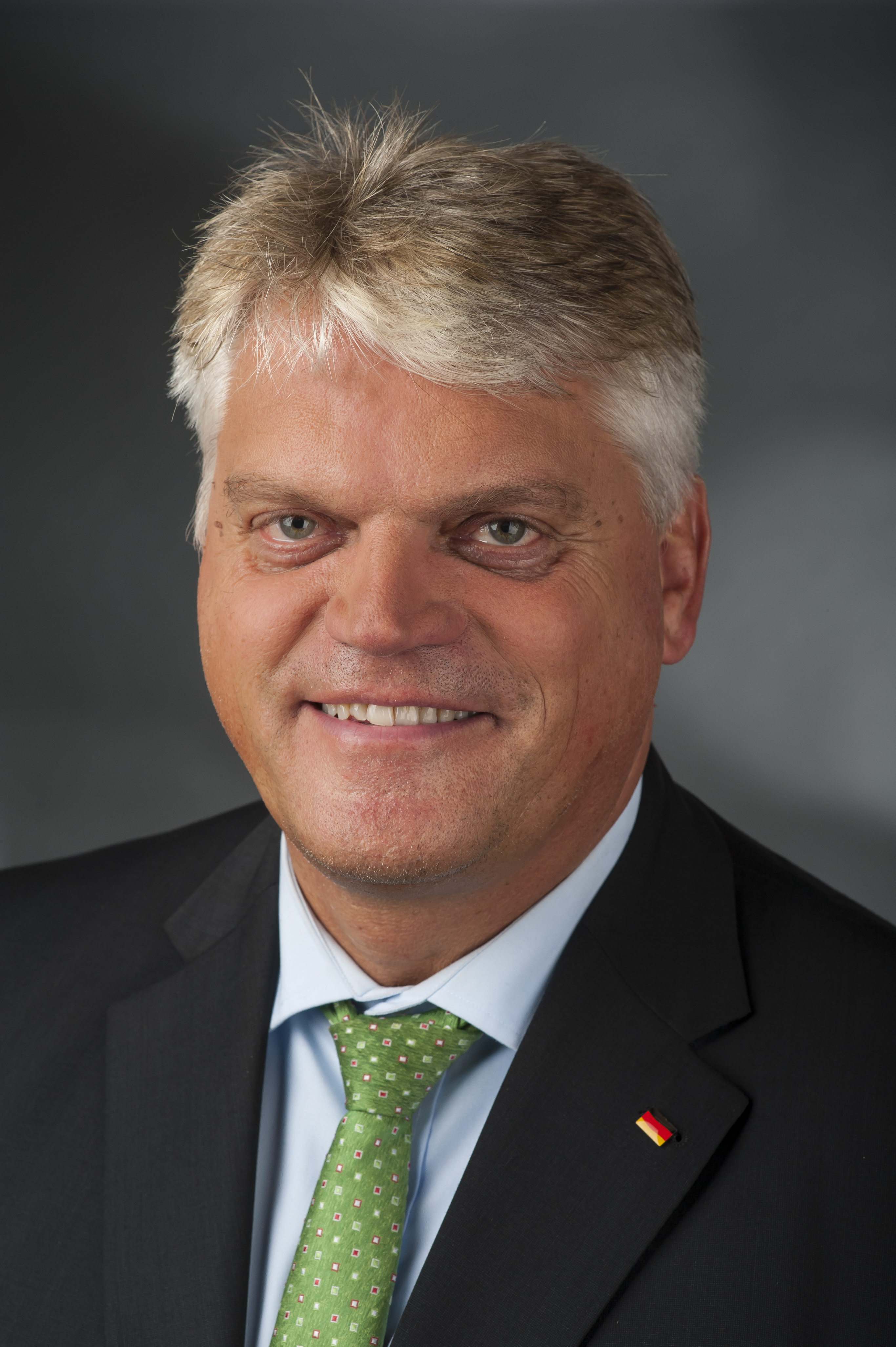
Markus Grübel (2014)

Markus Grübel (* 15. Oktober 1959 in Esslingen am Neckar) ist ein deutscher Politiker (CDU) und Notar. Er war von 2002 bis 2025 Mitglied des Deutschen Bundestages. Von 2018 bis 2021 war er Beauftragter der Bundesregierung für die weltweite Religionsfreiheit und zuvor von 2013 bis 2018 Parlamentarischer Staatssekretär bei der Bundesministerin der Verteidigung.

## Leben und Beruf
Nach dem Abitur 1978 am Mörike-Gymnasium in Esslingen leistete Grübel von 1978 bis 1979 seinen Wehrdienst bei der Luftwaffe ab und absolvierte anschließend von 1979 bis 1984 eine Ausbildung zum Notar (Amtsnotar) an der Notarakademie Baden-Württemberg. Ab 1985 war er als Notarvertreter tätig. 1990 ging er nach Sachsen, wo er erst als Fachberater in den Liegenschaftsämtern der Kreise Dippoldiswalde, Freital und Pirna tätig war und dann 1991 die Leitung des Grundbuchamtes Dresden übernahm. Von 1992 bis 1994 war er Referent für EDV, Organisation und Grundbuchwesen im Sächsischen Staatsministerium der Justiz. 1995 ging Grübel zurück nach Baden-Württemberg, wo er bis 1998 als Notar in Reutlingen und Tübingen und danach in Stuttgart tätig war. Grübel war bis 2024 Reserveoffizier der Marine, zuletzt im Dienstgrad eines Fregattenkapitäns der Reserve.
Markus Grübel ist verheiratet und römisch-katholischer Konfession.

## Partei
1984 trat Grübel in die Junge Union (JU) und 1986 in die CDU ein. Von 1986 bis 1990 gehörte er dem JU-Kreisvorstand Esslingen an.

## Abgeordneter
Grübel gehörte von 1989 bis 2014 dem Stadtrat von Esslingen an. Hier war er von 1994 bis 2002 Vorsitzender der CDU-Fraktion. Von 1999 bis 2002 war er außerdem Mitglied des Kreistages des Landkreises Esslingen, seit 2024 gehört er dem Kreistag erneut an.
Von 2002 bis 2025 war er Mitglied des Deutschen Bundestages. Er gehörte dem Ausschuss für Familie, Senioren, Frauen und Jugend und dem Verteidigungsausschuss an (17. Wahlperiode).
Markus Grübel zog stets als direkt gewählter Abgeordneter des Wahlkreises Esslingen in den Bundestag ein. Bei der Bundestagswahl 2005 erreichte er hier 46,8 % der Erststimmen. Bei der Bundestagswahl 2013 erhielt er über 50 % der Erststimmen.
2017 erhielt er 40 % und 2021 32,0 % der Stimmen.
Im 19. Deutschen Bundestag war Grübel Obmann des Unterausschusses für Zivile Krisenprävention, Konfliktbearbeitung und vernetztes Handeln. Zudem war er ordentliches Mitglied im Auswärtigen Ausschuss und stellvertretendes Mitglied im Haushaltsausschuss, sowie im Ausschuss für wirtschaftliche Zusammenarbeit und Entwicklung. Ab 2019 war Grübel Mitglied der Deutsch-Französischen Parlamentarischen Versammlung.
Im Vorfeld der Bundestagswahl 2021 setzte er sich für Markus Söder als Kanzlerkandidaten der Union ein.
Bei der Bundestagswahl 2025 trat Grübel nicht erneut an.

## Parlamentarischer Staatssekretär
Markus Grübel war von Dezember 2013 bis März 2018 Parlamentarischer Staatssekretär bei der Bundesministerin der Verteidigung.
Am 11. April 2018 wurde Markus Grübel durch einen Kabinettsbeschluss zum Beauftragten der Bundesregierung für die weltweite Religionsfreiheit ernannt. Dieses Amt hatte er bis zum 8. Dezember 2021 inne.

## Mitgliedschaften
Grübel war Mitglied des Caritasrates, sowie Vorsitzender der Kommission sexueller Missbrauch bei der Diözese Rottenburg-Stuttgart. Zudem war er Missbrauchsbeauftragter bei der Katholischen Militärseelsorge. Bei der Stiftung Bundespräsident-Theodor-Heuss-Haus war er stellvertretendes Mitglied im Kuratorium. Weiterhin war er Vorsitzender beim Bundeswehr hilft Kindern in der dritten Welt e. V., sowie Vizepräsident bei der Gesellschaft für Sicherheitspolitik (GSP). Grübel ist Mitglied der überparteilichen Europa-Union Deutschland, die sich für ein föderales Europa und den europäischen Einigungsprozess einsetzt. Zudem ist er Mitglied des VfB-Stuttgart-Fanclubs im Bundestag. Beim Zentrum für Internationale Friedenseinsätze (ZIF) ist er Stellvertretender Vorsitzender des Aufsichtsrates. Des Weiteren ist er Beiratsmitglied bei der Deutschen Maritimen Akademie (DMA), beim Freundeskreis der historischen Bürgerwehren, sowie beim Bundesverband Deutscher Stiftungen. Er ist Mitglied im Kuratorium der Stiftung Lebenshilfe und der Stiftung House of One. Grübel ist zudem Mitglied im Stiftungsrat der Katholischen Familienstiftung für Soldaten. Er ist Vorstandsvorsitzender beim Freundeskreis Fregatte Baden-Württemberg, sowie Präsident des Blasmusikverbandes Esslingen.